# Tim Crummenerl
Tim Crummenerl (* 18. Februar 1970 in Remscheid) ist ein promovierter deutscher Richter und seit dem 1. April 2021 Richter am Bundesgerichtshof.

## Werdegang
Nach dem Abschluss seiner juristischen Ausbildung trat Crummenerl im Jahr 1999 in den höheren Justizdienst des Landes Nordrhein-Westfalen ein. Während seiner Proberichterzeit war er beim Landgericht Düsseldorf und beim Amtsgericht Langenfeld eingesetzt. Im Juni 2002 wurde er in Düsseldorf zum Richter am Landgericht ernannt. In der Zeit von Oktober 2005 bis September 2008 war Crummenerl als wissenschaftlicher Mitarbeiter an den Bundesgerichtshof abgeordnet. Von dort kehrte er im Weg der Abordnung an das Oberlandesgericht Düsseldorf zurück, wo er im November 2008 zum Richter am Oberlandesgericht befördert wurde. Im Juli 2009 wechselte er als Vorsitzender Richter an das Landgericht Düsseldorf und leitete dort eine vorwiegend für Patentsachen zuständige Zivilkammer.
Das Präsidium des Bundesgerichtshofs hat ihn dem vornehmlich für Patent- und Gebrauchsmusterstreitsachen sowie Patentnichtigkeitssachen zuständigen X. Zivilsenat zugewiesen.

## Veröffentlichungen
- Ungewöhnlich starke Belastung, strukturell ungleiche Verhandlungsstärke und die Kontrolle von Bürgschaftsverträgen, Dissertation (1997)